# Nova Veneza (Goiás)
Nova Veneza is een gemeente in de Braziliaanse deelstaat Goiás. De gemeente telt 8.129 inwoners (schatting 2010).